# Excelsior !
Excelsior ! je francouzský němý film z roku 1901. Režisérem je Georges Méliès (1861–1938). Film trvá zhruba dvě minuty.

## Děj
Kouzelník vytáhne z úst svého asistenta kapesník. Z kapesníku vytáhne akvárium, které následně zaplní vodou z pusy asistenta. Z ní pak vytáhne ještě dvě ryby, které dá do akvária, které vzápětí přemění v hořící pochodeň. Ze zhaslé pochodně pak vytáhne přikrývku, kterou roztáhne. Za pokrývkou se objeví obří humr, kterého dá do náruče asistenta. Z humra se stane žena, která se po zakrytí dekou změní ve dvě malé holky. Kouzelník je chytne a promění v prapory. Ty dá do akvária, kde se přetvoří ve vodu a ryby, které za pomoci asistenta přelije do mísy. Pomocník nemůže od rybiček odvrátit zrak a kouzelník je nucen ho z předváděcí místnosti vykopnout. Čaroděj se na závěr zahalí do již použité deky, odlétne pryč a vrátí se, aby se uklonil.